# Accord de libre-échange entre le Canada et le Pérou
L'accord de libre-échange entre le Canada et le Pérou  est un accord de libre-échange signé le 29 mai 2008 et entré en vigueur le 1er août 2009, les négociations pour cet accord ont elle démarré le 7 juin 2007. L'accord a été réalisé en parallèle d'un accord sur le droit du travail et sur l'environnement. Près de 95 % des droits de douane sont supprimés à l'entrée en vigueur du traité et la quasi-totalité à terme.

## Négociation et ratification
En août 2002, le Canada et la Communauté andine sont convenus de discuter sur une proposition d'accord de libre-échange. Le ministre canadien du Commerce international avait mené des discussions sur le sujet avec divers groupes au Canada, y compris les gouvernements provinciaux et territoriaux pour obtenir des conseils et leurs points de vue. Le 7 juin 2007, David Emerson, ministre du Commerce international, a annoncé le lancement de négociations de libre-échange entre le Canada, la Colombie et le Pérou.

## Impact

### Canada
Le Pérou est devenu l'un des principaux partenaires du Canada dans de nombreux domaines; il est son troisième plus grand partenaire commercial en Amérique latine et dans les Caraïbes. En 2011, la valeur des exportations canadiennes vers le Pérou a atteint 516 millions $, une augmentation de 36 % par rapport à 2008, l'année précédant l'entrée en vigueur de l'accord. Le Pérou est devenu le troisième pays pour les investissements canadiens directs en Amérique centrale et du Sud.  L'économie du Pérou est en croissance rapide avec une croissance du PIB de 6,9 % en 2011. 

#### Opportunités dans l'agriculture et l'agroalimentaire
L'accord positionne le Canada dans une situation concurrentielle où les producteurs et exportateurs de produits agricoles et agroalimentaires sont avantagés par des tarifs réduits et éliminés qui allaient jusqu'à 25 % précédemment. 
Il existe des opportunités potentielles pour les exportations dans les domaines du blé dur, de l'orge de brasserie et du malt, des légumineuses, des graines à canaris, des préparations d'aliments pour animaux, du lin, du porc et du bœuf. 

#### Opportunités dans l'industrie minière, le pétrole et le gaz
Les tarifs douaniers du Pérou qui étaient en vigueur précédemment allaient jusqu'à 12 % sur l'exploitation minière de même que les équipements concernant les industries pétrolière et gazière. Ces tarifs sont éliminés par l'accord. Les réserves du Pérou de zinc, de plomb, d'argent et d'or sont les plus importantes du continent sud-américain; elles exigent des foreuses, des broyeurs, des perceuses, des véhicules spécialisés et d'autres équipements miniers, ainsi que des services d'ingénierie, de géophysique et de la métallurgie. 

#### Opportunités dans l'information et les communications (TIC)
Les tarifs douaniers sur les produits canadiens de l'industrie de l'information et des communications qui pouvaient atteindre, eux aussi, jusqu'à 12 % , sont également éliminés par l'accord. Depuis que le Pérou va de l'avant pour accroître ses infrastructures dans ce domaine, le Canada se voit offrir, par ce traité, la possibilité de fournir à moindre coût pour les entreprises des communications sans fil, des solutions logicielles personnalisées, de la géomatique et des solutions informatiques liées à la santé. 

#### Opportunités dans le secteur des services
Le Pérou a suffisamment de liquidités pour mener à bien de grands projets dans les secteurs publics et privés. Le gouvernement péruvien a lancé un programme de développement d'infrastructure de 40 milliards $ au cours des cinq prochaines années. 
Les entreprises canadiennes sont dans une position concurrentielle par leurs longues années d'expérience sur la construction de projets de traitement de l'eau, de générateurs de centrales hydro-électriques, de systèmes de transport en commun. De même pour les projets touchant les domaines portuaire et aéroportuaire. Les banques et les autres secteurs de l'assurance et des valeurs mobilières canadiennes sont les autres bénéficiaires de l'accès plus large au Pérou. 

### Pérou

#### Histoire des balances commerciales
(Montants en milliers de dollars canadiens)

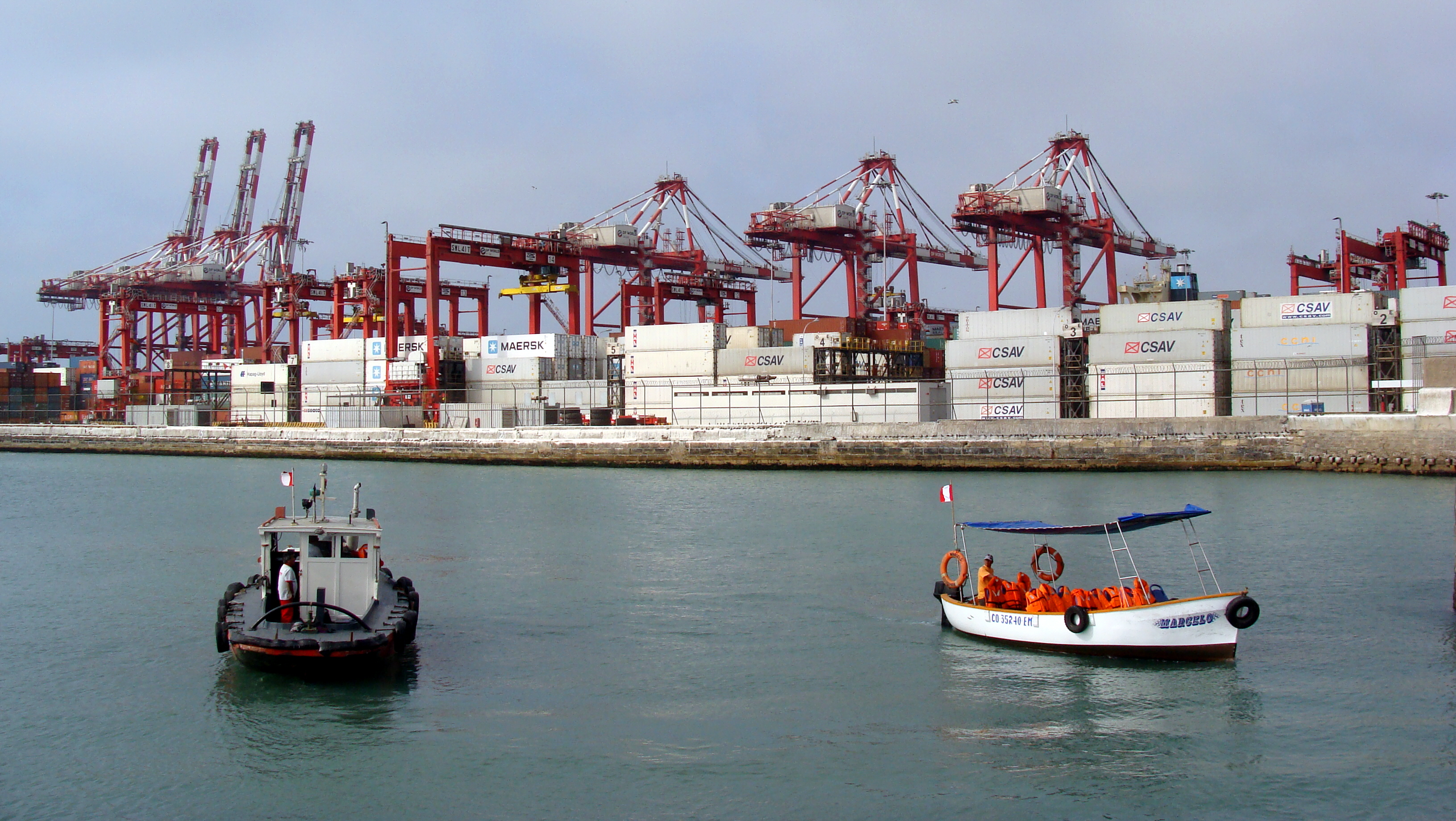
Le port de Callao, au Pérou, passerelle pour les exportations et importations

| Type de commerce                   | 2010       | 2011       | 2012       | 2013       | 2014       |
| ---------------------------------- | ---------- | ---------- | ---------- | ---------- | ---------- |
| Total des exportations canadiennes | 476,446    | 516,424    | 536,427    | 606,091    | 797,066    |
| Total des importations canadiennes | 3,619,098  | 4,402,677  | 3,683,887  | 3,075,771  | 3,028,497  |
| Balance commerciale*               | -3,142,652 | -3,886,253 | -3,147,460 | -2,469,679 | -2,231,431 |

*(Balance commerciale du Canada avec le Pérou)

#### Investissement
L'Accord de libre-échange Canada-Pérou a été mis à jour et intégré aux Accords sur la promotion et la protection des investissements étrangers (APIE) conclus entre ces deux pays et qui est en vigueur depuis Juin 2007. 
Ces accords offrent aux investisseurs canadiens la stabilité, la transparence et la protection de leurs investissements. Ces derniers bénéficient également d'autres avantages lors d'un arbitrage international contraignant quand vient le temps de régler des différends. Tant l'APIE que l'ALE ont incité le Canada à devenir l'une des sources les plus importantes d'investissements étrangers dans le secteur minier du Pérou.

## Différends et controverses

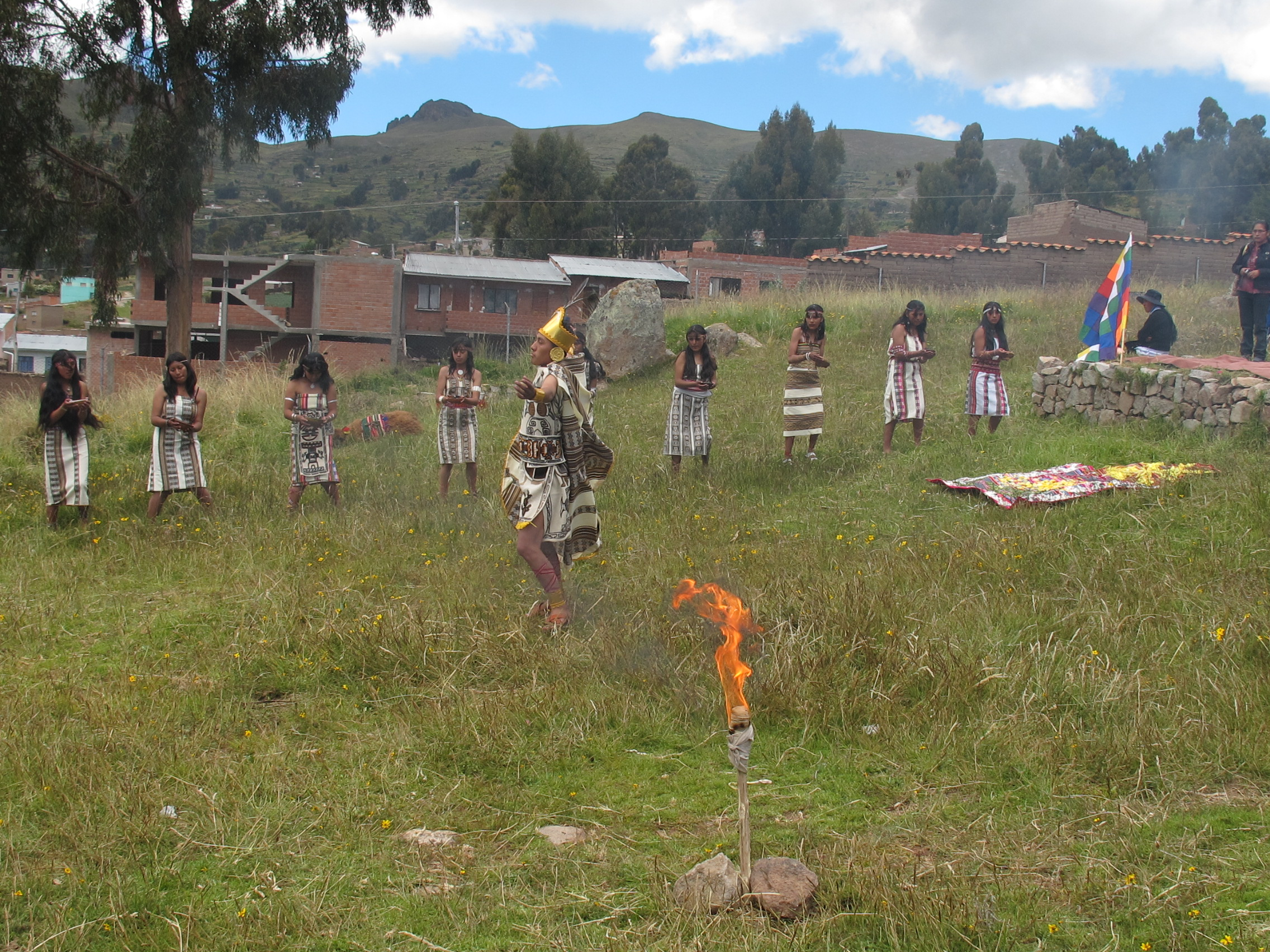
Cérémonie Aymara - Les populations autochtones Aymara habitaient autour de certaines des zones minières.

Dans le sud-est des Andes péruviennes, les activités de la société Bear Creek de Vancouver ont occasionné la mort d'au moins cinq habitants à la mine Santa Ana ce qui a entraîné de vives protestations de la part de la population locale tant et si bien que le gouvernement péruvien d'Alan Garcia s'est vu obligé de suspendre le permis d'exploitation de Bear Creek. L'entreprise fit appel d'une injonction constitutionnelle contre la décision du gouvernement péruvien soutenant que l'annulation de la concession est inconstitutionnelle et en violation des lois sur l'investissement étranger. Bear Creek fait remarquer qu'elle pourrait utiliser l'accord de libre-échange Canada-Pérou pour contester la perte de sa concession. 
Comme les conflits sur l'exploitation minière sont nombreux au Pérou, le Congrès péruvien a signé un projet de loi qui oblige les entreprises minières et pétrolières à consulter les communautés autochtones avant d'entreprendre des projets d'extraction. 